# Psittacanthus aequatorius
Psittacanthus aequatorius är en tvåhjärtbladig växtart som beskrevs av Kuijt. Psittacanthus aequatorius ingår i släktet Psittacanthus och familjen Loranthaceae. Inga underarter finns listade i Catalogue of Life.